# Holdeplads
Holdeplads var en betegnelse, som DSB frem til 1922 brugte om den mindste type jernbanestation, altså et standsningssted, der var betjent i modsætning til et trinbræt.
Et eksempel var Skive Nord på Sallingbanen, der blev oprettet i 1884.
Den mest omfattende brug af betegnelsen holdeplads findes på Herning-Viborg banen (oprettet 1906), hvor alle de oprindelige standsningssteder – undtagen et billetsalgssted, som ikke havde sidespor – blev betegnet som holdepladser med sidespor. Kun krydsningsstationen Karup havde en mandlig stationsmester, de andre skulle som et eksperiment betjenes af kvinder (ekspeditricer), og derfor har man villet undgå betegnelsen station. I 1920 var alle ekspeditricerne erstattet af "stationsmesterprøvede overportører".
I 1922 blev holdepladsernes betegnelse ændret til "Stationer af laveste lønningsklasse" – uden at der var sket nogen fysisk opgradering, da de alle fra starten var udstyrede som stationer med bl.a. omløbsspor eller sidespor, der var lange nok til at kunne bruges ved togkrydsninger.

## Norge
Holdepladser svarer omtrent til det, der tidligere kaldtes for stoppesteder i Norge, men den præcise definition er dog skiftet et par gange i tidens løb. I en ældre definition fra 1897 var det et krav, at en holdeplads skulle have andre spor end hovedsporet, hvis ikke var det et trinbræt (norsk: holdeplass) men med betjening. Det blev senere ændret, så forskellen på en holdeplads og et trinbræt var, om der var (mulighed for) betjening eller ej. I 1946 blev definitionen fastsat til, at holdepladser var betjent for ekspedition af passagerer og/eller gods. Derimod havde de ikke ansvar for toggangen og ekspederede ikke tog. Betegnelsen udgik af NSB's sikkerhedsreglement i 1989. I 2009 kom den tilbage men nu som betegnelse for trinbrætter, der ligger indenfor en anden stations område.
Da tidligere tiders holdepladser var betjente, var de også udstyrede med stationsbygninger. De kunne være lige så store som på almindelige stationer men var gerne lidt mindre. Et eksempel på en stor stationsbygning er den på Lademoen på Meråkerbanen. Det var trafikmængden, der bestemte størrelsen på stationsbygningen. En holdeplads kunne også have egne spor til godsvogne.